# Deister- und Weserzeitung Verlagsgesellschaft
Die Deister- und Weserzeitung Verlagsgesellschaft mbH & Co. KG ist ein in Hameln ansässiger Zeitungsverlag.
Zu den Produkten des Verlages gehören unter anderem die Dewezet, die Schaumburger Zeitung und die Schaumburg-Lippische Landes-Zeitung; die ebenfalls zugehörige Deister-Leine-Zeitung wurde am 29. Februar 2012 eingestellt.
Bis zum Jahr 2000 firmierte der Verlag noch unter dem ursprünglichen Namen CW Niemeyer GmbH & Co KG, zu dem seinerzeit auch noch die Bereiche Buchverlag und Akzidenzdruck gehörten. Die beiden Letzteren firmieren seitdem als eigenständige Gesellschaften. Die Leitung der genannten Gesellschaften obliegt weiterhin der Verlegerfamilie Niemeyer, deren Vorfahre Carl-Wilhelm Niemeyer Ende des 18. Jahrhunderts den Grundstein des Unternehmens legte.